# Раджабов, Убайдулло
Убайдулло Раджабович Раджабов (тадж. Убайдулло Раҷабов; 20 марта 1941,
Дангаринский район, Кулябская область, Таджикская ССР — 1 июля 2021, Душанбе, Таджикистан) — таджикский и советский актёр, народный артист Таджикистана (1994), лауреат Государственной премии имени А. Рудаки (1998). Член Союза кинематографистов СССР (1990).

## Биография
Родился 20 марта 1941 года в Дангаринском районе Таджикской ССР. Окончил Душанбинское музыкальное училище (1964) и режиссёрское отделение Таджикского Государственного института искусств им. М. Турсунзаде (1982). С 1964 года по 2021 год — актер Государственного Академического театра драмы им. А. Лахути. В 1968—1970 гг. был актером Кулябского музыкально-драматического театра, после чего вернулся на родную сцену. В 2000—2004 гг. — председатель Комитета по телевидению и радиовещанию при Правительстве Республики Таджикистан. Являлся режиссером-постановщиком массовых зрелищных мероприятий государственного уровня.

### Деятельность
Трудовую деятельность начал в Областном драматическом театре имени С. Лаврова. Город Куляб был основан (1968-70). 1970-89 артист Таджикского государственного академического театра драмы Лохути, 1990—2000 гг. Художественный руководитель Театра миниатюрной миниатюры, 2000—2004 гг. Председатель Комитета по телевидению и радио при Правительстве Республики Таджикистан. С 2004 года — генеральный директор Государственного предприятия культуры и отдыха «Пойтахт-80» и художественный руководитель театра миниатюр «Ойна».

### Театр
На сцене театра им. А. Лахути сыграл роли: Девона (спектакль «В ночь лунного затмения»), Эмир («Ученый Адхам»), Каримджон («Мои милые матушки», Эдгар («Король Лир», в этом спектакле был ассистентом режиссера-постановщика), Эшон («Последняя невеста правоверного эмира»), Бокиев («Извилистая нить»), Доббс («За подписью Ленина»), Сохибов («Вечность жизни»), Абдулкасим («Башмаки Абдулкасима», второй режиссер), Досали («Горькая правда») и многие другие. Обладает широким актерским диапазоном, позволяющим исполнять роли от трагических до комических. Творческое сотрудничество с киностудий Таджикфильм началось в 1961 году.

## Фильмография
Сыграл роли в художественных фильмах:
- «Зумрад» (1962)
- «Мирное время» (1964)
- «Краткие встречи на долгой войне» (1975)
- «Здравствуйте, Гульнора Рахимовна» (телевизионный, 1986)
- «Случай в аэропорту» (телевизионный, 1987)
- «Кандидат» (1990)
- «Месть пророка» (1993)
- «Было — не было» (2002)
- «Статуя любви» (2003)
- «Ангел» (2010)

Исполнитель ролей в игровых сюжетах сатирического киножурнала «Калтак».

## Дубляж
С 1961 года сдублировал на таджикский язык более 400 ролей в художественных фильмах.

## Смерть
Скончался на 81 году жизни 1 июля 2021 года, от COVID-19. Похоронен на мемориальном кладбище парка Лучоб г. Душанбе.

## Звания и награды
- Народный артист Таджикистана (1994),
- Лауреат Государственной премии им. А. Рудаки (1998).

Награжден юбилейной медалью «20 лет Победы над фашистской Германией» (1965), почетной грамотой Президиума Верховного Совета Таджикистана (1979), орденом «Звезда Президента Таджикистана» (1999).